# Jaehyun
Jeong Yoon-oh (hangul: 정윤오; nascido em 14 de fevereiro de 1997), mais conhecido na carreira musical por seu nome artístico Jaehyun (hangul: 재현), é um cantor, ator e apresentador sul-coreano. Jaehyun ganhou destaque como membro do grupo NCT (e suas subunidades NCT U e NCT 127).
Tornou-se conhecido como apresentador ao se tornar MC do programa Show Champion em 2015, e apresentar posteriormente o Inkigayo de 2019 a 2021.

## Carreira

### 2013–2019
Jaehyun foi introduzido como parte do SM Rookies em dezembro de 2013. De agosto à outubro de 2014, apareceu no programa EXO 90:2014, onde estrelou os remakes dos vídeos musicais de "Hope" e "The Last Game". Em janeiro de 2015, tornou-se MC Show Champion. Deixou o comando do programa em julho do mesmo ano, sendo substituído pela comediante Kim Shin-young. Jaehyun participou do 2015 Idol Star Athletics Ssireum Basketball Futsal Archery Championships, como representante do SM Rookies junto com Yuta Nakamoto. O evento foi realizado no Goyang Gymnasium em Goyang, Coreia do Sul, em 10 e 11 de agosto de 2015 e foi transmitida pela MBC nos dias 28 e 29 de setembro do mesmo ano.

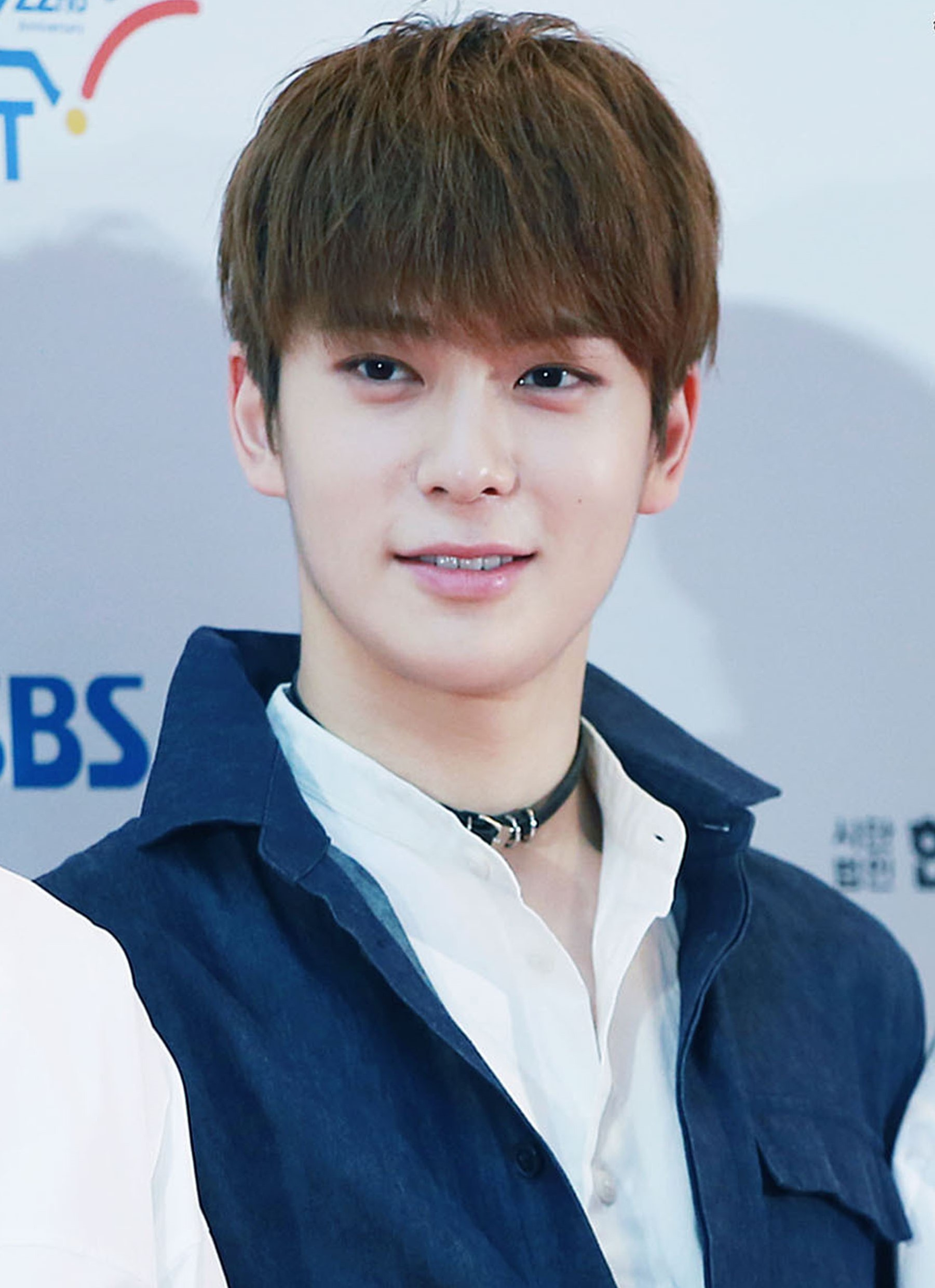
Jaehyun durante o 22nd Dream Concert. (junho de 2016)

Estampou a edição de março de 2016 da revista tailandesa Seventeen, juntamente com Johnny, Lee Tae-yong, Doyoung e Ten. Estreou como membro do NCT, integrando a subunidade NCT U, em abril de 2016 com o lançamento do single "The 7th Sense". Ainda em abril, estrelou a primeira temporada do reality show NCT Life, intitulada NCT Life in Bangkok, exibido originalmente de 16 de abril a 2 de maio de 2016. A temporada focou-se nos SM Rookies e em sua jornada para debutar. De maio a junho estrelou a segunda temporada do reality, NCT Life in Seoul. Foi introduzido a subunidade NCT 127 em julho do mesmo ano. A primeira apresentação televisiva do grupo ocorreu em 7 de julho no M Countdown, performando "Fire Truck" e "Once Again" de seu primeiro extended play, NCT #127, lançado dias depois. O EP estreou na posição de número 2 no Gaon Album Chart, e liderou a parada musical em sua terceira semana de lançamento, além de alcançar a #2 posição no World Albums Chart da Billboard. Logo em seguida, apareceu no NCT Life in Paju, exibido originalmente de 16 de julho à 20 de agosto. Enquanto isso, em 18 de agosto, foi MC especial do M Countdown. De outubro a novembro de 2016, estrelou a quarta temporada do NCT Life, intitulada Korean Food King Challenge. A temporada foi uma colaboração com o Ministério da Cultura, Esportes e Turismo para espalhar a cultura coreana, onde os membros aprendem como fazer "o top-10 de pratos coreanos mais amados pelos estrangeiros".
O NCT 127 lançou o seu segundo EP, Limitless, em janeiro de 2017 com mais dois membros, estreando no topo da Billboard World Albums e Gaon Album Chart. Poucos meses depois, foi lançado o EP Cherry Bomb, em junho do mesmo ano, elevando ainda mais a popularidade do grupo. O lead single também intitulado "Cherry Bomb" foi escolhida pela Billboard como uma das melhores músicas do K-pop de 2017, e a Apple Music nomeou o NCT 127 como o "Novo Artista da Semana" após o lançamento de Cherry Bomb. Em 17 de fevereiro, apareceu no Duet Song Festival, ao lado de Johnny representando o NCT. Em março de 2017, se tornou DJ do programa de rádio da SBS NCT's Night Night!. De março à abril do mesmo ano, estrelou o NCT Life in Chiangmai. Em agosto foi confirmado no elenco do programa da SBS Law of the Jungle. Sua participação foi ao ar de 22 de setembro a 13 de outubro do mesmo ano. Em setembro de 2017, apareceu no vídeo musical de "My Page" do NCT Dream. Lançou a canção "Try Again" em 24 de novembro, através da 2ª temporada do projeto Station, em colaboração com d.ear. A letra da canção fala sobre chegar ao final de um relacionamento, mas olhando para trás e percebendo o amor sincero. Dias depois apareceu no vídeo musical da canção "The Little Match Girl". Em dezembro de 2017, lançou a canção "Dear My Family" como parte do SM Town novamente para o projeto Station. A primeira versão da canção foi lançada originalmente em 2012, mas após a morte de Jonghyun a SM Entertainment decidiu lançar uma nova versão postumamente com Jonghyun e outros artistas da agência.
Em maio de 2018, apareceu como MC especial do programa M Countdown, ao lado de Yuta e Doyoung. Em setembro de 2018, lançou a canção "New Dream", juntamente com Taeil, para a trilha sonora do filme Dokgo Rewind. Em outubro de 2018, o NCT 127 lançou seu primeiro álbum de estúdio, intitulado Regular-Irregular. O lançamento do álbum foi liderado por uma performance da versão em inglês do single "Regular" e "Cherry Bomb" no Jimmy Kimmel Live! que também marcou a primeira aparição do grupo na televisão americana. O álbum estreou na #86 posição da Billboard 200, marcando a primeira aparição do grupo na parada de álbuns dos Estados Unidos.
De 4 a 30 de janeiro de 2019, estrelou o Star Road: NCT 127 ao lado dos outros membros do NCT 127. Em 27 de janeiro, seu programa de rádio NCT's Night Night! chegou ao fim. Em abril de 2019, foi lançado o primeiro álbum de estúdio em japonês do grupo, Awaken. No mesmo mês, o NCT 127 assinou com a Capitol Music Group e a Caroline Distribution como parte de um acordo de distribuição mundial com a SM Entertainment, onde a CMG e a Caroline fornecem a distribuição e marketing para o grupo em vários territórios em todo o mundo. O grupo performou nos programas americanos Good Morning America e Strahan and Sara em 18 de abril, se tornando o terceiro ato de K-pop a se apresentar no programa. De abril a julho, estrelou o NCT 127 Hit the States, que mostra os bastidores da turnê NCT 127 1st Tour: NEO CITY - The Origin. Juntamente com os outros membros do NCT 127, Jaehyun estrelou o show de variedades NCT 127 Teach Me JAPAN!, sendo a primeira temporada exibida de junho a julho de 2019, e a segunda no mês de agosto daquele ano. Em agosto de 2019, lançou a canção "New Love", juntamente com Doyoung, para a trilha sonora do web drama When You're on the Blacklist of Bullies. Durante o mês de setembro, apareceu no programa NCT 127 American School 101. Ainda em setembro, co-apresentou o 2019 Idol Star Athletics Championships Chuseok Special, ao lado de Leeteuk, Dahyun, Johnny, Yuta e Mark. Logo em seguida apareceu no episódio 51 do programa SJ Returns 3, exibido em 20 de outubro. De outubro à dezembro de 2019, estrelou o documentário NCT 127 24hr RELAY CAM. O NCT 127 se apresentou no MTV Europe Music Awards de 2019 em Sevilha, na Espanha, em 3 de novembro, tornando-se o primeiro grupo de K-pop a se apresentar na cerimônia. Em 20 de novembro de 2019, estreou como apresentador do Inkigayo, juntamente com Minhyuk e Lee Na-eun. O NCT 127 também se apresentou no Macy's Thanksgiving Day Parade em Nova York em 28 de novembro, tornando-o o primeiro artista coreano a se apresentar no evento, bem como no Today um dia depois. Jaehyun voltou ao NCT Life, intitulada NCT Life in Chuncheon & Hongcheon, estrelando a nona temporada do reality que foi ao ar de dezembro de 2019 à janeiro de 2020.

### 2020–presente
Em março de 2020, o NCT 127 lançou seu segundo álbum de estúdio em coreano, Neo Zone. O álbum estreou no número cinco na Billboard 200 dos Estados Unidos com 83 mil cópias vendidas, tornando-se a primeira vez que o NCT 127 entrou no top 10 da Billboard 200, e estreou no número um no Gaon Album Chart da Coreia do Sul, tornando-se o quinto lançamento do grupo a realizar esse feito. O álbum fechou o mês de março com mais de 723 mil cópias vendidas apenas na Coreia do Sul. No mês seguinte fez parte do Star Road: The Return of NCT 127. Em maio do mesmo ano, estrelou o terceiro episódio do ‘To You’, sendo um programa de estilo confessional onde um membro do NCT 127 faz uma mensagem de vídeo para outro membro e continua em uma rede de retransmissão. Ainda em maio, apareceu no programa Late Night Punch Punch Show, apresentado por Doyoung e Jungwoo. De maio à junho de 2020, estrelou o show de variedades Office Final Round, onde o NCT 127 é dividido em três equipes que se enfrentam. De junho à julho do mesmo ano, apareceu no NCT 127 Baseball Team.  De outubro à dezembro de 2020, apareceu no reality show NCT World 2.0 ao lado dos outros membros do NCT.
Jaehyun deixou o comando do Inkigayo, em 28 de fevereiro de 2021. Sobre a mudança de apresentadores o PD (diretor de produção) do programa Jung Ik Seung comentou: "Nos últimos 20 anos, os MC's mais antigos que permaneceram juntos até o fim sem mudanças parciais são Minhyuk, Naeun e Jaehyun. Com altos e baixos quando começaram como MC's quando havia transmissões ao vivo com o público, mas experimentando a mudança para nenhuma audiência após a COVID-19, estou muito grato por eles terem transmitido energia positiva aos espectadores do Inkigayo por um ano e quatro meses. Estou especialmente triste porque MinNaHyun era a combinação número 1 em meu coração. No entanto, estamos nos despedindo depois que todos os três alcançaram o melhor em suas carreiras com seu grupo e atividades individuais enquanto eram MC's, então eu acho que esse ano e quatro meses permanecerão como memórias inesquecíveis para todos." Ainda em 2021, Jaehyun interpretará o protagonista masculino de "Dear.M", Cha Min-ho, marcando a sua estreia como ator. A série é um spin-off da popular websérie Love Playlist.

## Filmografia
| Título                            | Ano        | Papel      | Notas                                                                                      |
| --------------------------------- | ---------- | ---------- | ------------------------------------------------------------------------------------------ |
| EXO 90:2014                       | 2014       | Ele mesmo  | Recorrente (Ep. 1–3, 6–8)                                                                  |
| Show Champion                     | 2015       | Ele mesmo  | Co-apresentador com Doyoung21 de janeiro–1 de julho de 2015                                |
| Idol Star Athletics Championships | 2015       | Ele mesmo  | 2015 Idol Star Athletics Ssireum Basketball Futsal Archery Championships                   |
| M Countdown                       | 2016       | Ele mesmo  | MC especial18 de agosto de 2016                                                            |
| Duet Song Festival                | 2017       | Ele mesmo  | Cameo (Ep. 41)                                                                             |
| Law of the Jungle in Fiji         | 2017       | Ele mesmo  | Regular (Ep. 283–287)                                                                      |
| NCT 127: Road to Japan            | 2017– 2018 | Ele mesmo  | Membro regular                                                                             |
| M Countdown                       | 2018       | Ele mesmo  | MC especial com Yuta e Doyoung24 de maio de 2018                                           |
| NCT 127 Teach Me JAPAN!           | 2019       | Ele mesmo  | Regular                                                                                    |
| Idol Star Athletics Championships | 2019       | Ele mesmo  | Co-apresentador2019 Idol Star Athletics Championships Chuseok Special                      |
| Inkigayo                          | 2019– 2021 | Ele mesmo  | Co-apresentador com Lee Min-hyuk e Lee Na-eun20 de outubro de 2019–28 de fevereiro de 2021 |
| NCT World 2.0                     | 2020       | Ele mesmo  | Regular                                                                                    |
| NCT World 2.0 Behind Cam          | 2020       | Ele mesmo  | Regular                                                                                    |
| Dear.M                            | 2021       | Cha Min-ho | Regular                                                                                    |

| Título                               | Ano        | Notas                    |
| ------------------------------------ | ---------- | ------------------------ |
| NCT On Air                           | 2016       | Membro regular           |
| NCT Life in Bangkok                  | 2016       | 1ª temporada do NCT Life |
| NCT Life in Seoul                    | 2016       | 2ª temporada do NCT Life |
| NCT Life in Paju                     | 2016       | 3ª temporada do NCT Life |
| NCT Life: Korean Food King Challenge | 2016       | 4ª temporada do NCT Life |
| NCT Life in Chiangmai                | 2017       | 6ª temporada do NCT Life |
| Johnny's Communication Center        | 2018– 2020 | Membro regular           |
| Star Road: NCT 127                   | 2019       | Membro regular           |
| NCT 127 Hit the States               | 2019       | Membro regular           |
| NCT 127 American School 101          | 2019       | Membro regular           |
| SJ Returns                           | 2019       | Ep. 51                   |
| NCT 127 24hr RELAY CAM               | 2019       | Membro regular           |
| NCT Life in Chuncheon & Hongcheon    | 2019– 2020 | 9ª temporada do NCT Life |
| Star Road: The Return of NCT 127     | 2020       | Membro regular           |
| ‘To You’                             | 2020       | Membro regular           |
| Late Night Punch Punch Show          | 2020       | Membro regular           |
| Office Final Round                   | 2020       | Membro regular           |
| NCT 127 Baseball Team                | 2020       | Membro regular           |

| Título             | Ano        | Notas                                            |
| ------------------ | ---------- | ------------------------------------------------ |
| Love Game          | 2017       | DJ especial24 de fevereiro de 2017               |
| NCT's Night Night! | 2017– 2019 | DJ fixo20 de março de 2017–27 de janeiro de 2019 |

| Canção                                  | Ano  | Artista(s)        | Notas                                                                  |
| --------------------------------------- | ---- | ----------------- | ---------------------------------------------------------------------- |
| "Hope"                                  | 2014 | H.O.T.            | Remake feito para EXO 90:2014Canção interpretada por Chen e SM Rookies |
| "The Last Game"                         | 2014 | Kim Min-kyo       | Remake feito para EXO 90:2014Canção interpretada por Taeil             |
| "My Page"                               | 2017 | NCT Dream         |                                                                        |
| "The Little Match Girl" (성냥팔이 소녀) | 2017 | Baek A-yeon Wendy |                                                                        |

## Discografia
| Título                                               | Ano                    | Álbum                                              |
| Como artista principal                               | Como artista principal | Como artista principal                             |
| ---------------------------------------------------- | ---------------------- | -------------------------------------------------- |
| "Try Again" (com d.ear)                              | 2017                   | Lançamento sem álbum                               |
| Aparições em trilhas sonoras                         |                        |                                                    |
| "New Dream" (com Taeil)                              | 2018                   | Dokgo Rewind OST                                   |
| "New Love" (com Doyoung)                             | 2019                   | When You're on the Blacklist of Bullies OST Part 1 |
| Outras aparições                                     |                        |                                                    |
| "Dear My Family" (2017 Ver.) (como parte do SM Town) | 2017                   | Lançamento sem álbum                               |

### Créditos de composição
Todos os créditos das canções são adaptados do banco de dados da Korea Music Copyright Association, salvo indicação em contrário.
| Ano  | Artista | Canção                | Álbum                     | Letrista  | Letrista                                                                                        | Compositor | Compositor                                                                                   |
| Ano  | Artista | Canção                | Álbum                     | Creditada | Com                                                                                             | Creditada  | Com                                                                                          |
| ---- | ------- | --------------------- | ------------------------- | --------- | ----------------------------------------------------------------------------------------------- | ---------- | -------------------------------------------------------------------------------------------- |
| 2016 | NCT 127 | "Fire Tuck"           | NCT #127                  | Yes       | Lee Seu Ran, Mark, Taeyong, Ylva Dimberg, Bonnick Greg Paul Stephen, Hayden Chapman, Tay Jasper | Não        | N/A                                                                                          |
| 2020 | NCT U   | "Dancing In The Rain" | NCT RESONANCE Pt. 2       | Yes       | Jin Li, You-Ri Ji, Simon Petrén, Andreas Öberg, Ninos Hanna                                     | Não        | N/A                                                                                          |
| 2022 | Jaehyun | "Lost"                | Adicionado à nenhum álbum | Yes       | —                                                                                               | Yes        | 밍지션                                                                                       |
| 2022 | Jaehyun | "Forever Only"        | Adicionado à nenhum álbum | Yes       | Ellie Suh, Dewain Whitmore, Jr, Tido Nguyen, Micah Premnath                                     | Não        | N/A                                                                                          |
| 2023 | Jaehyun | Horizon"              | Adicionado à nenhum álbum | Yes       | —                                                                                               | Yes        | Deez, Soul Fish                                                                              |
| 2024 | Jaehyun | "Dandelion"           | J                         | Yes       | Gabe Reali, Ryan Raines, Jackson Hirsh                                                          | Não        | N/A                                                                                          |
| 2024 | Jaehyun | "Roses"               | J                         | Yes       | HYUN, Bhavik Pattani, Charlotte Wilson, Shakka Philip, Morgan Connie Smith, Taneisha Jackson    | Yes        | HYUN, Bhavik Pattani, Charlotte Wilson, Shakka Philip, Morgan Connie Smith, Taneisha Jackson |
| 2024 | Jaehyun | "Smoke"               | J                         | Yes       | WuTan, Tatu, Jorgen Odegard, Marcus Lomax                                                       | Não        | N/A                                                                                          |
| 2024 | Jaehyun | "Flamin' Hot Lemon"   | J                         | Yes       | xSDTRK, Azad Naficy                                                                             | Yes        | xSDTRK, Azad Naficy                                                                          |
| 2024 | Jaehyun | "Can't Get You"       | J                         | Yes       | j.Que, Antonio Lamar Dixon, Babyface                                                            | Não        | N/A                                                                                          |
| 2024 | Jaehyun | "Unconditional"       | Adicionado à nenhum álbum | Yes       | HYUN, Bhavik Pattani, Taneisha Jackson                                                          | Yes        | HYUN, Bhavik Pattani, Taneisha Jackson                                                       |